# Homaemota duboulayi
Homaemota duboulayi là một loài bọ cánh cứng trong họ Cerambycidae.